# Judaización
Judaización (en hebreo: ייהוד‎, en árabe: تهويد‎) o judaificación es el proceso de hacer que algo tenga carácter judío. En el contexto del sionismo, a menudo se aplica a la expansión israelí de los asentamientos judíos en áreas con poblaciones palestinas significativas, como en la judaización de Jerusalén, Galilea o el Néguev. En este contexto, se relaciona con la desarabización.
En su crítica del sionismo, el pensador británico Leon Roth abogó por una «judaización de nuestra política» en respuesta a lo que percibía como una «politización del judaísmo» caracterizada por el etnonacionalismo y una noción casi racial del judaísmo.